# Cycle des métaux
 (juin 2016).
Cet article décrit le cycle des métaux, en particulier le cycle du mercure et le cycle du fer.

## Cycle du mercure
Le mercure est un métal lourd présent naturellement à l'état de traces dans les roches, les sols et l'eau, et qui, déjà à de très faibles concentrations, présente une toxicité élevée. Le mercure n'est pas un micronutriment nécessaire à l'activité cellulaire, tout comme le plomb, le cadmium, le thallium ou l'arsenic ne le sont pas non plus. Les sources naturelles de mercure sont constituées par le volcanisme et certaines roches ignées. On estime à environ 25 000 t/an la quantité de mercure introduit dans l’atmosphère par le volcanisme. De plus, l’érosion hydrique des roches superficielles entraine dans les cours d’eau puis les océans, une fraction du mercure contenu dans les roches superficielles.
Le cycle biogéochimique du mercure est caractérisé par un passage alternatif de l’état inorganique à l’état organique, et des formes oxydées à des formes réduites.
Ce cycle s’effectue entre les trois compartiments de la biosphère : l'atmosphère, l'hydrosphère, et la couche superficielle de la lithosphère.
On retrouve le mercure dans la plupart des environnements naturels à des concentrations de quelques nanogrammes par litre (ng/L). Cependant, l’essentiel du mercure terrestre est piégé dans les sédiments par précipitation ou sorption.
Dans l’atmosphère, on le trouve principalement sous sa forme élémentaire, Hg métallique, qui est volatile. Vu la toxicité très élevée du mercure, la volatilité du mercure métallique à température ambiante ne peut être négligée. Hg passe facilement dans l’air sous forme de vapeur et son inhalation constitue une des principales voies d'entrée dans l'organisme. Par réaction photochimique, le mercure métallique, Hg, peut être oxydé en ion mercurique, Hg2+. Cet ion peut ensuite être méthylé en cation méthyl-mercure, CH3Hg+ par l'activité microbienne (Desulfovibrio). Le méthyl-mercure est très soluble dans les lipides et les tissus graisseux et est ainsi facilement assimilé par les différentes formes de vie aquatique et les poissons. Ce sont les rejets industriels de mercure en mer qui ont ainsi causé la maladie de Minamata au Japon où la chaine trophique et les poissons ont été sévèrement contaminés. Le méthyl-mercure peut également être méthylé en diméthylmercure, CH3HgCH3, composé volatil qui passe dans l’atmosphère, et va ensuite être ramené dans les eaux et les sols par les précipitations. Il peut aussi être absorbé dans les eaux par le phytoplancton ou les macrophytes et passer ensuite dans divers réseaux trophiques aquatiques ou terrestres.
Les bactéries sulfato-réductrices transforment les sulfates en sulfures et peuvent donc induire la précipitation de sulfure de mercure, HgS, à partir d’ion mercurique et de H2S. Le HgS est peu soluble et se retrouve essentiellement dans les sédiments anoxiques où se déroule la sulfato-réduction. En cas d’aération, les thiobacilles oxydants peuvent participer à l’oxydation du HgS pour libérer un ion mercurique et un ion sulfate. Certaines bactéries sont également capables de décomposer le méthyl-mercure en méthane, CH4, et en mercure métallique.

## Cycle du fer
Le fer, de symbole Fe, est l’un des éléments les plus abondants de la croûte terrestre.
Il existe à l’état naturel sous deux formes :
- le fer ferreux noté Fe2+, qui est la forme soluble
- le fer ferrique noté Fe3+ qui est la forme complexée

Bien entendu il faut comprendre que les ions Fe2+  et Fe3+ n'existe pas seuls mais au sein d'une molécule  Fe3O4,  Fe2CO3, FeS2 ...
On peut aussi le trouver sous forme métallique (Fe0) qui est le résultat d’un fer transformé par les activités humaines (sidérurgie), tout particulièrement de la fonte des minerais de fer.
Le fer ne représente pas un réel danger pour la santé ou l’environnement, cependant il peut occasionner certains désagréments d’ordre esthétique ou organoleptique (rouille, corrosion, goût métallique, …).
L’oxydation du fer ferreux en fer ferriqueFe2+ → Fe3+ + 1 e–
Cette oxydation se fait en condition aérobique. Dans des eaux bien aérées, c’est le potentiel redox très positif imposé par l'oxygène dissout dans l'eau qui est responsable de l’oxydation du fer ferreux en fer ferrique. Celui-ci précipite ensuite sous forme d’hydroxyde de fer, Fe(OH)3 peu soluble. Ce processus d'oxydation/précipitation permet l'élimination du fer dissout dans les stations de traitement de l'eau potable.
Fe2+ + oxydation → Fe3+ + précipitation → Fe(OH)3
L’oxydation est permise car le potentiel redox augmente. Ceci est réalisable par simple aération du milieu, c'est-à-dire qu’il y a contact avec du dioxygène. L’O2 constitue un remarquable accepteur d’électron pour l’oxydation spontanée du fer ferreux. En effet, c’est le seul à pouvoir réaliser cette oxydation spontanément.
L’oxydation bactérienne du Fe2+, la plus importante, est réalisé à pH acide (pH < 7) car dans de telles conditions, le fer ferreux est stable et donc pas oxydé spontanément. Très peu d’énergie est générée par cette oxydation et les bactéries impliquées dans cette réaction doivent oxyder de grandes quantités de fer pour leur croissance. C’est pourquoi, même un petit nombre de cellules peut être responsable de la précipitation d’une grande quantité de fer.
La réduction du fer ferrique en fer ferreuxFe3+ + 1 e– → Fe2+
De nombreux organismes peuvent utiliser le fer ferrique comme accepteur d’électrons. Et étant donné que cet ion est abondant dans la nature, sa réduction constitue une forme importante de respiration anaérobie.
Le fer ferrique peut former des complexes avec de nombreux composés organiques, ce qui augmente sa solubilité et le rend à nouveau disponible comme accepteur d’électrons pour les bactéries réductrices de fer ferrique.
Dans les marais, les sols saturés en eau et les sédiments des lacs anoxiques, la réduction du fer ferrique par la matière organique s'observe fréquemment. L’hydroxyde ferrique précipité peut interagir par la suite avec des substances organiques complexantes d'origine végétale, comme les acides humiques. Le fer ferrique complexé se réduit alors en fer ferreux.

## Effets des métaux lourds sur les micro-organismes et les vertébrés
À côté de métaux comme le fer et le manganèse, qui ne sont pas toxiques, il y a une série de métaux qui ont divers effets toxiques sur les micro-organismes et les animaux homéothermes (organismes dont le milieu intérieur conserve une température constante indépendamment du milieu extérieur).
Les micro-organismes jouent des rôles importants en modifiant la toxicité de ces métaux.
Il y a trois grandes catégories de métaux :
- les métaux dits « nobles » qui ne peuvent pas traverser la barrière hémato-encéphalique des vertébrés et qui ne sont donc pas toxiques
- les métaux que les micro-organismes peuvent méthyler pour former des produits plus mobiles appelés « organométaux » qui eux peuvent traverser la barrière hémato-encéphaliques pouvant alors affecter le système nerveux des vertébrés.

Le cycle du mercure présente un intérêt particulier et illustre nombre des caractéristiques de ces métaux qui peuvent être méthylés.
Ainsi, dans le sud ouest du Japon se développa une maladie qui créa de sévères désordres neurologiques. En effet, dans la baie de Minamata le mercure inorganique accumulé dans les sédiments boueux fut méthylé par des bactéries anaérobies du genre Desulfovibrio. Ces formes méthylées de mercure étant plus volatiles et solubles les concentrations en mercure augmentèrent dans la chaine alimentaires et furent alors ingérés par la population humaine par l’intermédiaire du poisson.
- les métaux constitués de formes ioniques directement toxiques pour les micro-organismes ou les organismes plus complexes. En doses élevées ces métaux ont des effets létaux et à plus faibles doses beaucoup d’entre eux sont utilisés comme oligo-éléments.

Cependant, certains micro-organismes utilisés dans les cycles des métaux peuvent être toxiques pour les êtres vivants comme Pseudomonas aeruginosa qui dégrade le mercure et peut qui peut causer :
- des infections systémiques ;
- des infections urinaires ;
- la pneumonie associée à la mucoviscidose.